# Five-a-Side Soccer
Five-a-Side Soccer è un videogioco di calcio a 5, pubblicato inizialmente come Five-a-Side Football nel 1985 per Commodore 64 da Anirog, che pubblicizzava anche imminenti edizioni per diversi altri home computer, di cui però non si hanno successive notizie. In seguito Mastertronic, con la sua etichetta MAD, ne pubblicò una versione leggermente modificata per Commodore 64 e versioni originali per Amstrad CPC e PC IBM (PC booter), cambiando il titolo in Five-a-Side Soccer.  
Nelle schermate delle varie versioni vengono usati anche altri titoli come Five-a-Side Indoor Soccer, Five a Side, Five Aside.

## Modalità di gioco
Il gioco simula il calcio a 5 giocato al chiuso, su terreno sintetico e con bordi transennati che impediscono l'uscita del pallone da campo. Si possono giocare partite di due tempi da 5 minuti contro il computer a tre livelli di difficoltà oppure tra due giocatori umani. In alternativa si può giocare direttamente una sfida ai tiri di rigore, caratteristica nuova nei giochi di calcio per computer dell'epoca.
In partita la visuale sul campo è in prospettiva, dal lato lungo del campo, con scorrimento orizzontale. Il giocatore controlla un calciatore alla volta, selezionato in automatico dal computer, e se la propria porta è inquadrata controlla contemporaneamente anche il portiere, che si muove solo lungo la linea di porta. I calciatori possono fare due tipi di tiri a seconda di quanto si tiene premuto il pulsante. Per rubare palla può bastare passarci sopra nel modo giusto. Che abbiano la palla o meno, si possono contrastare gli avversari buttandoli letteralmente a sedere per terra. In questo caso a volte può succedere che venga fischiato fallo, oppure che l'avversario reagisca tirando pugni, e così l'arbitro assegna un calcio di rigore testa.
Nei rigori si controlla la direzione del tiro in attacco o movimenti e tuffi del portiere in difesa; in ogni caso la visuale è ingrandita sulla porta, mostrata frontalmente dal punto di vista del dischetto.
La versione Commodore è dotata di alcune voci digitalizzate.